# لابرادور ريتريفر
لابرادور ريتريفر أو لابرادور (بالإنجليزية: Labrador Retriever)‏، أو مسترد لابرادور أو لابرادور فقط، هو أحد أنواع كلب الاسترداد. فصيلة لابرادور هي إحدى أكثر سلالات الكلاب شعبية في كندا  والمملكة المتحدة والولايات المتحدة. 
لابرادور هو كلب المساعدة المفضل للعاجزين في العديد من البلدان، وكثيراً ما يتم تدريبه على مساعدة المكفوفين، أو المصابين بالتوحد، أو لإجراء أعمال الفحص والكشف لصالح وكالات الأمن المختلفة.  بالإضافة إلى ذلك، تتم تربيتها ككلاب رياضية وكلاب صيد. 
تمت تربية أسلافها الأولى في إنجلترا، مثل كلب سانت جون. ولكن سياسة حماية الأغنام في نيوفاوندلاند والحجر الصحي في المملكة المتحدة أدت إلى زوال فصيلة سانت جون تدريجيا في كندا. 
في ثلاثينات القرن التاسع عشر، قام أكساندر هوم، إيرل هوم العاشر وأبناء أخيه دوق بوكليوتش الخامس واللورد جون سكوت،  باستيراد الأسلاف من السلالة من نيوفاوندلاند إلى أوروبا لاستخدامها ككلاب صيد. ومن المربين الأوائل لهذه الكلاب في نيوفاوندلاند كان جيمس هاريس الإيرل الثاني مالمسبوري الذي رباها لخبرتها في الصيد في الماء. 
خلال عام 1880، تعاون الإيرل الثالث مالمسبيرى ودوق بوكليوتش السادس والإيرل الثاني عشر هوم في تطوير سلالة لابرادور الحديثة. ويعتبر هذا النسل هو سلف كلاب اللابرادور الحديثة. 